# Ana Maria Covrig
Ana Maria Covrig (* 8. Dezember 1994 in Cluj-Napoca) ist eine ehemalige rumänische Radrennfahrerin, die im Straßenradsport aktiv war.

## Sportlicher Werdegang
International trat Covrig erstmals bei den Europameisterschaften 2012 in Erscheinung, als sie im Straßenrennen der Junioren den 43. Platz belegte. 
Von 2014 bis 2019 war Covrig Mitglied in mehreren italienischen Frauenradsportteams, unter anderem bei Be Pink und den Top Girls Fassa Bortolo. Ihre stärkste Saison hatte sie 2016, als sie mehrfach in der Nachwuchswertung verschiedener Rundfahrten vordere Platzierungen einfahren konnte, zum Beispiel als Dritte bei der Route de France Féminine und Vierte beim Giro d’Italia Women. Auf nationaler Ebene wurde Covrig von 2015 bis 2019 jeweils fünfmal in Folge rumänische Meisterin im Einzelzeitfahren und im Straßenrennen. 
Nach der Saison 2019 beendete Covrig im Alter von 25 Jahren ihre Karriere im Radsport. 

## Erfolge
2015
- Rumänische Meisterin – Einzelzeitfahren und Straßenrennen

2016
- Rumänische Meisterin – Einzelzeitfahren und Straßenrennen

2017
- Rumänische Meisterin – Einzelzeitfahren und Straßenrennen

2018
- Rumänische Meisterin – Einzelzeitfahren und Straßenrennen

2019
- Rumänische Meisterin – Einzelzeitfahren und Straßenrennen